# Fabio Taglioni

Taglionis Zeichenbrett im Ducati-Werksmuseum

Fabio Taglioni (* 10. September 1920 in Lugo (RA), Italien; † 18. Juli 2001 in Bologna, Italien) war ein italienischer Motorrad-Konstrukteur.
Nach einem Studium an der Universität Bologna stieg er 1943 als Motorenkonstrukteur in die Rennsportabteilung von F.B Mondial ein, wo er 1954 von Ducati abgeworben wurde. Ducati hatte bereits früh erkannt, dass es sich bei Taglioni um einen äußerst kreativen wie fähigen Kopf handelte. Um den Ruf als Motorradhersteller zu festigen, sollte ein Sportmotorrad mit geringsten finanziellen Mitteln entwickelt werden, was Taglioni dann in Rekordzeit mit der 100 cm³ großen Gran Sport („Marianna“) auch bewerkstelligte. Noch dazu mehr als erfolgreich. In der Rennsportversion dieses Motorrads fand erstmals die von Taglioni entwickelte Desmodromik zur Zwangssteuerung der Ventile Verwendung, die bis heute Merkmal der meisten Ducati ist. Die erste Ausnahme hiervon ist die Ducati Multistrada V4.
Nach zahlreichen Einzylindern konstruierte Taglioni 1963 die vierzylindrige Apollo mit 1260 cm³ großem V-Motor, welche als Polizeimotorrad den großen Harley-Davidson Konkurrenz bieten sollte. Sie ging letztlich nicht in Serienproduktion, schuf mit ihrer ungewöhnlichen Zylinderanordnung aber die Grundlage zur Entwicklung eines zweizylindrigen V-Motors mit einem in Fahrtrichtung liegenden und einem stehenden Zylinder, der Taglioni den Ruf eines genialen Konstrukteurs einbrachte und für Ducati typisch wurde. Diese nur bei Ducati zu findende Zylinderanordnung ermöglichte durch die kleine Stirnfläche hohe Endgeschwindigkeiten und gewährleistete dennoch die zuverlässige Luftkühlung beider Zylinder. Der für den Massenausgleich optimale Zylinderwinkel von 90° minimierte die Vibrationen des Motors.
Taglionis letzte in Serienproduktion gegangene Entwicklung war die 1977 vorgestellte Pantah-Baureihe, die sich durch einen wartungsärmeren und weniger aufwendigen Antrieb der Ventilsteuerung mittels Zahnriemen statt Königswellen auszeichnete. Der später weiterentwickelte Motor mit zwei Ventilen pro Zylinder wurde bis zum Ende des Jahrhunderts verbaut.
Im Jahr 1986 verließ Taglioni aus Altersgründen, zumindest offiziell, die Firma Ducati, der er bis zu seinem Tod 2001 als vielbeachteter Berater treu blieb.